# Jošavka Gornja
Jošavka Gornja es una aldea del municipio de Čelinac en Bosnia y Herzegovina. En 2013 contaba con 472 habitantes.